# Universal Studios Florida
Universal Studios Florida est un parc à thèmes et un studio de production de la société NBC Universal. Les studios sont ceux de Universal Pictures. Il a ouvert en juin 1990 à Orlando comme premier concurrent de Walt Disney World Resort. Il occupe une partie des 160 ha du complexe Universal Orlando Resort.
La Walt Disney Company avait à l'époque, reçu l'aide de George Lucas pour certaines attractions. Universal engagea Steven Spielberg pour la conception de son parc.
Ce parc thématique a une superficie de  108 acres(43,7ha)

## Historique
Contrairement à Universal Studios Hollywood, qui est un studio de télévision et de cinéma devenu un parc à thèmes, Universal Studios Florida a été conçu comme un parc à thèmes et un studio dès le départ.

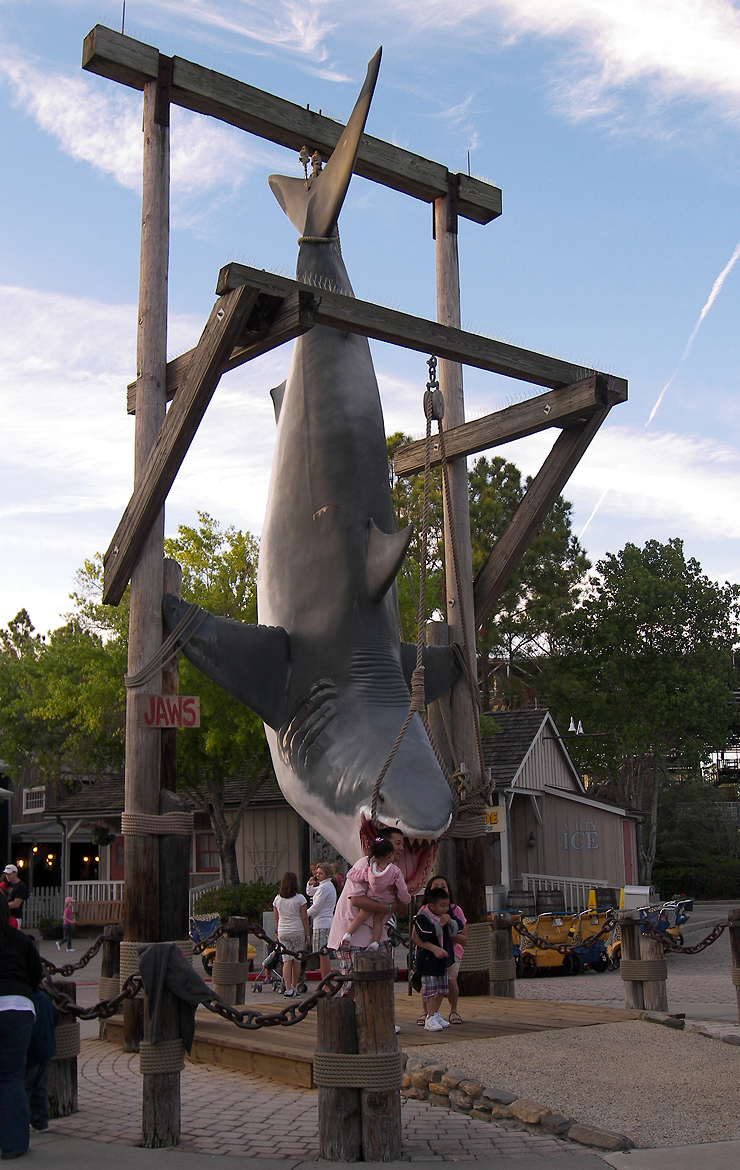
L'entrée de l'attraction Jaws était un point photo populaire. L'attraction était située dans la zone Amity de 1990 à 2012.

Une composante majeure du parc original à Hollywood était son Studio Tour, où les visiteurs peuvent voir des décors de films et des effets spéciaux, comme une attaque du grand requin blanc du film Les Dents de la mer. Pour son parc en Floride, Universal Studios a repris ce concept et l'a développé en de plus grandes attractions à part. Par exemple, en Floride, Jaws était une attraction indépendante. Les visiteurs faisaient un tour en bateau dans le port fictif Amity Harbor, où ils rencontraient le requin. Universal Studios Florida avait à l'origine aussi un studio tour qui faisaient visiter des studios, qui a été fermée depuis.
Au fil des ans, Universal Studios Florida ne s'est pas limité à des attractions basées sur les franchises d'Universal. Des attractions basées sur des personnages des studios rivaux ont été ouvertes, dont beaucoup n'ont pas de parcs à thèmes à eux. Il y a par exemple SOS Fantômes et les Men in Black de Columbia Pictures, Jimmy Neutron de Nickelodeon, Les Simpson de 20th Century Fox, et Shrek de DreamWorks.

## Le parc d'attractions
Le parc est découpé en plusieurs sections et reproduit les principaux décors utilisés dans les films.
Le porche d'entrée monumental est accompagné d'une importante sphère rappelant le logo d'Universal.

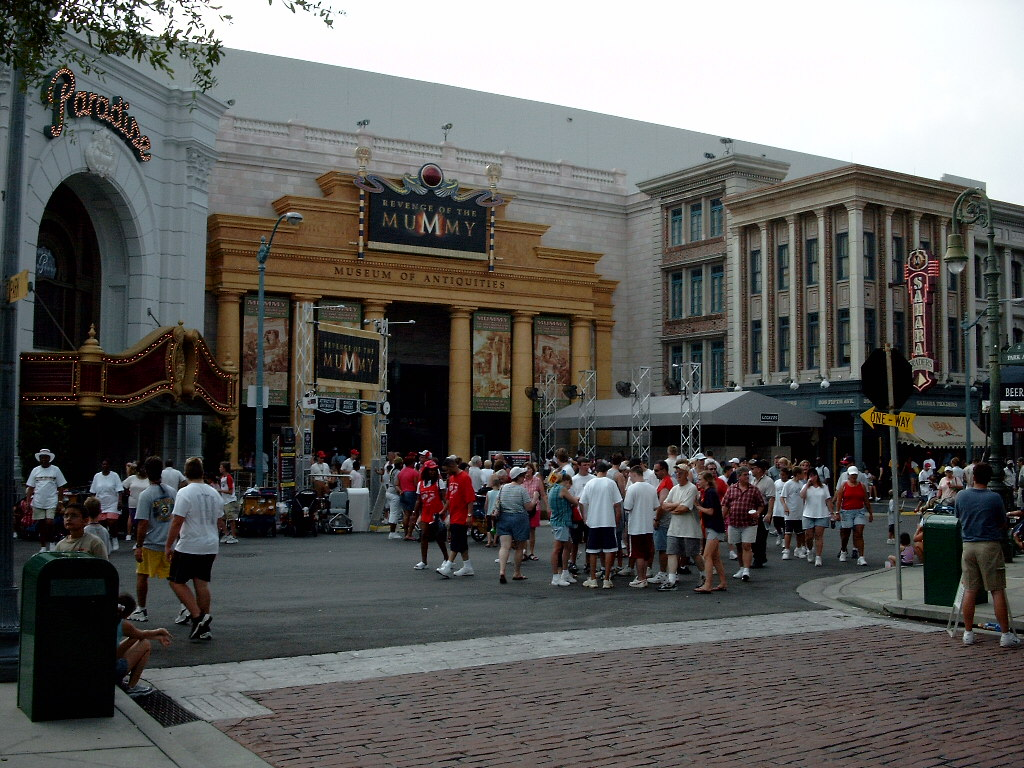
Entrée de Revenge of the Mummy

### Production Central
Production Central propose un décor de plateaux de cinéma, un peu à la manière des Disney's Hollywood Studios.
- Hollywood Rip Ride Rockit : un parcours de montagnes russes sur le thème de la musique allant jusqu'à 105 km/h.
- Transformers: The Ride : un parcours scénique 3D sur le thème de Transformers.

### Minion Land
Zone du parc dédiée aux personnages des Minions issus des films Moi, moche et méchant.
- Despicable Me : Minion Mayhem : simulateur 3D (2012)
- Illumination's Villain-Con Minion Blast : parcours scénique interactif (2023)

### New York
Cette zone présente des rues connues de la ville de New York.
- The Blues Brothers : un spectacle adapté du film du même nom.
- Revenge of the Mummy : un circuit de montagnes russes intérieures ouvert en 2004, sur le thème du film Le Retour de la momie. Elle a trois particularités notables, tout d'abord elle présente un lancement à LIM (propulsion magnétique) qui permet le lancement du train à 65 km/h, un passage à effets spéciaux (de feu notamment) et elle comporte une partie en marche arrière.

### San Francisco
Cette zone recrée l'atmosphère de cette ville californienne en offrant aux visiteurs une expérience immersive avec des décors urbains typiques de San Francisco, notamment des bâtiments emblématiques et des rues en pente.
- Fast & Furious: Supercharged : un parcours scénique/tunnel immersif sur le thème de la franchise Fast and Furious
- Beetlejuice's Graveyard Revue : un spectacle de scène avec Beetlejuice et d'autres monstres célèbres.
- Beat Builders : un spectacle musical où des ouvriers de construction jouent de la musique avec des outils et des matériaux de construction.

### The Wizarding World of Harry Potter - Diagon Alley
Ce nouveau quartier thématique inspiré de l'univers d'Harry Potter est inauguré officiellement le 8 juillet 2014. Cette section du parc recréé la gare de King's Cross, le chemin de Traverse, l'allée des embrumes et la banque Gringotts. Pour les possesseurs de billets combinés pour les deux parcs, il est possible de prendre le train Poudlard Express pour se rendre dans le parc d'attractions Universal's Islands of Adventure,,,.
- Harry Potter and the Escape from Gringotts : Une attraction hybride entre montagnes russes et parcours scénique inspirée par la banque Gringotts.
- The Hogwarts Express : Un train attraction permettant de relier les deux zones consacrées à Harry Potter dans les parcs Universal Studios Florida et Universal's Islands of Adventure.

### World Expo
Cette zone mi-futuriste mi-rétro, ouverte en 2000, rappelle les expositions universelles, et en particulier celle de 1964, « The Universe and You ».
- Fear Factor Live : un spectacle inspiré par l'émission télévisé Fear Factor (en), où le public est directement acteur.
- Men in Black: Alien Attack : un parcours scénique interactif qui propose aux visiteurs de seconder les men in black dans leur chasse aux aliens. Une attraction qui, contrairement à beaucoup du même type, propose de réels décors et non du carton-pâte en lumière noire.
- The Simpsons Ride : l'attraction utilise la technologie de Back to the Future: The Ride qu'elle remplace et propose aux visiteurs un voyage virtuel à travers le parc d'attractions « Krusty Land », le domaine de Krusty le clown que le spectateur retrouve dans le dessin animé Les Simpson.
- Kang and Kodos' Twirl 'n' Hurl : un manège d'avion basée sur les épisodes Horror Show des Simpson et plus particulièrement sur le duo extraterrestre Kang et Kodos.

### Woody Woodpecker's Kidzone
Cette zone était jusqu'en 2003 entièrement consacrée à Barney, un monstre violet, héros d'un programme d'Universal destiné aux enfants. Depuis 2003, c'est le personnage d'Hanna-Barbera qui le remplace.
- E.T. Adventure : E.T. l'extra-terrestre veut rentrer chez lui, les visiteurs l'accompagnent sur son vélo aérien.
- Animal Actors on Location' : spectacle de dressage humoristique d'animaux-acteurs.
- A Day in the Park with Barney : spectacle avec Barney.
- Curious George Goes to Town : aire de jeu à thème.
- Woody Woodpecker's Nuthouse Coaster : montagnes russes junior.
- Fievel's Playground : aire de jeu à thème.

Cette zone a définitivement fermé ses portes le 15 janvier 2023, pour laisser place à l'avenir à une potentielle zone sur les personnages de Dreamworks avec ceux de Shrek, Kung fu panda et Trolls.

### Hollywood

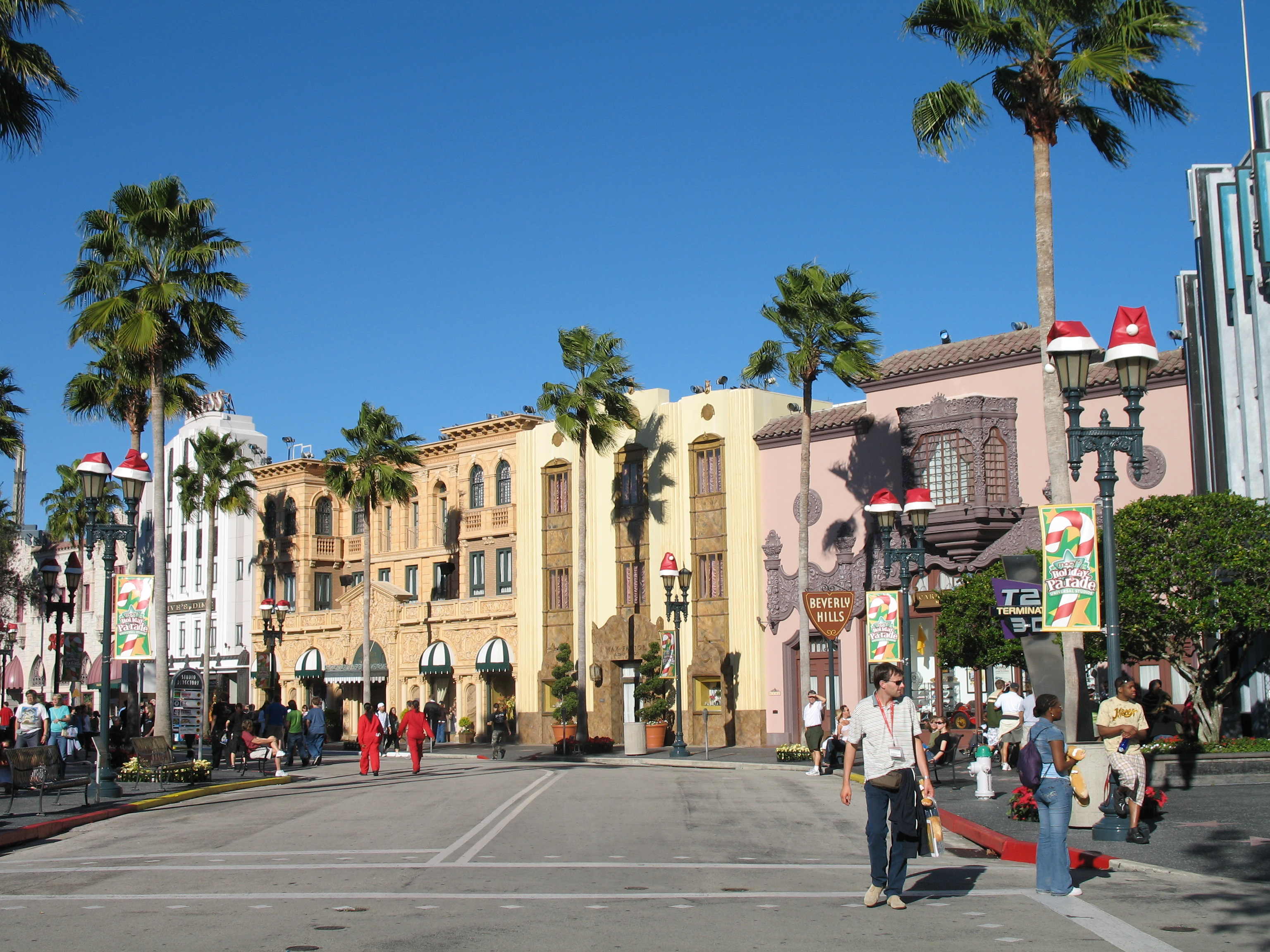
Entrée du secteur Hollywood.

- Universal Horror Make-up Show : spectacle qui révèle les techniques de maquillage à effets spéciaux.
- Lucy - A Tribute : hommage à travers des extraits de film et de spectacle à Lucille Ball, comédienne des années 1960, célèbre surtout aux États-Unis.
- Marilyn and The Diamonds Bellas : spectacle musical en live-action, ouvert en 2020.
- The Bourne Stuntacular : spectacle de cascade en live-action basé sur la série de films Jason Bourne, ouvert en 2020.

### Anciennes attractions
- Jaws fermé le 2 janvier 2012 (remplacé par la gare ferroviaire du Hogwart Express à l'été 2014)
- Jimmy Neutron's Nicktoon Blast fermée le 18 aout 2011 (remplacé en 2012 par Despicable Me, Minion Mayhem (Moi, Moche et Méchant))
- The Boneyard fermé le 9 septembre 2008 (remplacé par The Universal Music Plaza Stage)
- Back to the Future: The Ride fermé le 30 mars 2007 / démarré le 7 juin 1990 à l'ouverture du parc (remplacé par The Simpsons Ride le 15 mai 2008)
- Earthquake: The Big One 2e version de l'attraction originale fermé en 2007 (remplacé par Disaster!: A Major Motion Picture Ride...Starring You! en janvier 2008 nouvelle version de l'attraction avec changement des 3 préshows)
- The Funtastic World of Hanna-Barbera d'Intamin[5] fermé le 20 octobre 2002 (remplacé par Jimmy Neutron's Nicktoon Blast en 2003)
- Kongfrontation fermé le 8 septembre 2002 / démarré le 7 juin 1990 à l'ouverture du parc (remplacé par Revenge of the Mummy en 2004)
- Earthquake: The Big One fermé en 2002 (remplacé par une nouvelle version surtout des 3 pre-shows)
- Nickelodeon Studios fermé le 30 avril 2005 (remplacé par le théâtre du Blue Man Group)
- Stage 54 fermé à l'été 2003 (remplacée par une zone interactive avec Donkey et reliée à Shrek 4-D)
- AT&T at the Movies fermé en 2001 / ouvert en 1998 (remplacé par le café la bama)
- Islands of Adventure Preview Center fermé en 1999 remplacé par une partie de la file d'attente de Revenge of the Mummy)
- The Screen Test Home Video Adventure fermé le 11 novembre 1996 (remplacé par Islands of Adventure Preview Center en 1997)
- MCA Recording Studio fermé en été 1996 (remplacé par Studio 54)
- Production Studio Tour fermé en été 1995
- How to Make a Mega Movie Deal fermé en 1993 / ouvert en 1991 (remplacé par AT&T at the Movies en 1998)
- T2 3-D: Battle Across Time fermé le 8 octobre 2017 : attraction spectaculaire mêlant film en 3D, effets spéciaux et acteurs présents dans la salle de spectacle.
- Shrek 4-D fermé le 10 janvier 2022 : cinéma 4-D basé sur l'univers de Shrek et sera remplacé par une attraction sur le thème des Minions de Moi, moche et méchant.

### Anciens spectacles
- Le spectacle The Blue Man Group fermé en 2021[6] / commencé en 2007.
- Star Toons Character Meet and Greet fermé en 2008 / commencé en 1998 (remplacé par Star Toons: 80's Rewind)
- Animal Planet Live fermé en 2006 / commencé en 2001 (remplacé par Animal Actors on Location)
- Street Breaks fermé en 2006 / commencé en 1998
- Extreme Ghostbusters: The Great Fright Way fermé en février 2005 / commencé en 2002
- The Wild, Wild, Wild West Stunt Show fermé le 4 septembre 2003 / ouvert le 4 juillet 1991 (remplacée par Fear Factor Live le 3 juin 2005)
- Alfred Hitchcock : The Art of Making Movies fermé le 3 janvier 2003 / commencé le 7 juin 1990 à l'ouverture du parc (remplacée par Shrek 4-D)
- Animal Actors Stage fermé en 2001 / commencé le 7 juin 1990 à l'ouverture du parc (remplacée par Animal Planet Live)
- Dynamite Nights Stunt Spectacular fermé le 10 février 2000 / commencé le 7 juin 1990 à l'ouverture du parc (remplacé par Universal 360: A Cinesphere Spectacular)
- Hercules and Xena : Wizards of the Screen fermé le 2 septembre 1999 / ouvert en été 1997 (espace inutilisé)
- The Bates Mansion Set fermé en 1998 /  commencé le 7 juin 1990 à l'ouverture du parc (remplacé par Curious George Goes to Town)
- Ghostbusters Spooktacular fermé le 8 novembre 1996 / commencé le 7 juin 1990 à l'ouverture du parc (remplacé par Twister... Ride It Out en 1998)
- Star Toons fermé en 1996 / commencé en 1993 (espace inutilisé)
- Murder, She Wrote Television Experience fermé en été 1996 à la suite de l'annulation de la série / commencé le 7 juin 1990 à l'ouverture du parc (remplacée par Hercules and Xena : Wizards of the Screen)
- The Bates Motel Set fermé en 1995 /  commencé le 7 juin 1990 à l'ouverture du parc (remplacé par A Day in the Park with Barney le 10 juillet 1995)
- The Swamp Thing Setfermé en 1994 à la suite de l'annulation de la série / commencé le 7 juin 1990 à l'ouverture du parc (remplacé par Men in Black: Alien Attack le 4 avril 2000)
- The Marvel Show fermé en 1995 / commencé en 1993
- StreetBusters fermé en 1993 / commencé début 1991 (remplacé par Extreme Ghostbusters: The Great Fright Way)
- The Adventures of Rocky and Bullwinkle Show fermé en 1993 / commencé en 1992 (remplacé par Star Toons)
- An American Tail Theatre fermé en 1992 (remplacé par Beetlejuice's Rock and Roll Graveyard Revue et The Fievel's Playland attraction)

### Universal Express
Le parc propose un service pour éviter les longues files d'attente dans les attractions, appelé Universal Express comparable au Disney Premier Acces.
- The Art of Making Movies
- Twister...Ride it Out
- Earthquake - The Big One
- Men in Black: Alien Attack
- Animal Planet Live
- A Day in the Park With Barney
- E.T. Adventure
- The Gory, Gruesome, and Grotesque Horror
- Make-Up Show
- T2 3-D: Battle Across Time
- Revenge of the Mummy
- Harry Potter and the Escape from Gringotts
- The Hogwarts Express

### Événements spéciaux
- Les Halloween Horror Nights sont des soirées pendant la période d'Halloween.
- Le Total Nonstop Action Wrestling y a lieu toutes les semaines.

## Fréquentation
Fréquentation annuelle 

6 231 000 (2008)
10 708 000 (2018)
10 922 000 (2019)
4 096 000 (2020)
8 987 000 (2021)
10 750 000 (2022)